# Lancia nel periodo delle migrazioni
La lancia, assieme a spada, scramasax e scudo, faceva parte dell'equipaggiamento standard dei guerrieri germanici durante il periodo delle migrazioni e l'Alto Medioevo.

## Terminologia
Il termine usato prima delle migrazioni, e riportato da Tacito, è framea, che lo identifica come un'hasta. Il termine nativo per "giavellotto, lancia" fu l'alto tedesco antico gêr, l'antico inglese gâr, il norreno geirr, e apparentemente deriva dal proto-germanico *gaizaz. I nomi Genserico e Radagaiso mostrano come il gotico gaisu derivi da gairu.
Il latino gaesum, gaesus, o il greco γαῖσον erano il termine usato dai Galli per indicare la lancia. L'avestan ha il termine gaêçu ("portatore di lancia") come probabile parente. La parola celtica si trova ad esempio nel nome del Gaesatae. L'antico irlandese ha il termine gae ("lancia"). Il proto-germanico *gaizaz potrebbe derivare dall'indoeuropeo *ghaisos, nonostante sia stata considerata la possibilità di un'eredità celtica, nel qual caso la forma indoeuropea sarebbe *gaisos. L'IEW ha *g'haisos, non contando la forma avestan preferendo la comparazione col sanscrito hḗṣas- ("proiettile").
Lo stesso termine inglese spear deriva dall'antico inglese spere (norreno spjörr), che in origine denotava una lancia da scagliare (pilum).

## Ger
Il termine kêr o gêr appare dall'VIII secolo (Lai di Ildebrando 37, Heliand 3089).
Gar ed i suoi derivati sono elementi comuni nei nomi propri germanici, i maschili Hroðgar, Ansgar, Gernot, Rüdiger, Gerhart, Gerardo, ed i femminili Gertrude, Gerlint.
Il termine sopravvive nel tedesco moderno come Ger o Gehr (Grimm 1854) coi significati generali di "gusset" e "lancia". Nel tedesco contemporaneo il termine è usato esclusivamente in contesti poetici o di antiquariato, ed il termine femminile Gehre è usato ne senso di "gusset".

## Framea
Tacito (De origine et situ Germanorum 6) descrive l'equipaggiamento di un guerriero germanico come segue:
La parola viene usata anche da Eucherio, Gregorio di Tours e Isidoro di Siviglia. Al tempo di Isidoro (VII secolo), framea faceva riferimento ad una spada, non ad una lancia. Dal momento che lo stesso Tacito attribuisce ai Germani l'origine del termine, sono state ipotizzate varie etimologie germaniche. Da *framja a *framjō o simili, ma sono solo tentativi privi di dimostrazione certa. Must (1958) suggerisce *þramja, termine derivato dal norreno þremjar ("taglio, lama di spada") o dall'antico sassone thrumi ("punta di lancia").

## Runa anglosassonegar
Gar ("lancia") è anche il nome di ᚸ, una runa del tardo Fuþorc anglosassone. Non è epigraficamente dimostrato, ed appare la prima volta nella tradizione dei manoscritti dell'XI secolo. Foneticamente, gar rappresenta la /g/. È una variante della runa piana gyfu ᚷ.
L'antico inglese gâr significa "lancia", ma il nome della runa si pronuncia come la runa ger, ear, ior: a causa della palatizzazione in antico inglese, l'originale runa g (gyfu) si può pronunciare sia /j/ sia /g/ (vedi yogh). La ger rappresenta senza dubbio la /j/, e la neo introdotta gar ha l'obbiettivo di disambiguare la /g/.
Gar è la 33ª e finale runa nella riga presente in Cotton Domitian A.ix.